# Laichingen
Laichingen är en stad i Alb-Donau-Kreis i förbundslandet Baden-Württemberg i Tyskland. Kommunen består av ortsdelarna (tyska Ortsteile) Laichingen, Feldstetten, Machtolsheim och Suppingen. Folkmängden uppgår till cirka 12 400 invånare, på en yta av 69,83 kvadratkilometer.
Staden ingår i kommunalförbundet Laichinger Alb tillsammans med  kommunerna Heroldstatt, Merklingen, Nellingen och Westerheim.

## Befolkningsutveckling
| Befolkningsutvecklingen i Laichingen 1975–2015 | Befolkningsutvecklingen i Laichingen 1975–2015 | Befolkningsutvecklingen i Laichingen 1975–2015 | Befolkningsutvecklingen i Laichingen 1975–2015 | Befolkningsutvecklingen i Laichingen 1975–2015 |
| ---------------------------------------------- | ---------------------------------------------- | ---------------------------------------------- | ---------------------------------------------- | ---------------------------------------------- |
|                                                |                                                |                                                |                                                |                                                |
| År                                             |                                                |                                                | Folkmängd                                      | Areal (ha)                                     |
| 1975                                           | 1975                                           |                                                | 8 308                                          | 6 986                                          |
| 1980                                           | 1980                                           |                                                | 8 419                                          |                                                |
| 1985                                           | 1985                                           |                                                | 8 401                                          | 6 983                                          |
| 1990                                           | 1990                                           |                                                | 9 219                                          | 6 981                                          |
| 1995                                           | 1995                                           |                                                | 10 083                                         | 6 984                                          |
| 2000                                           | 2000                                           |                                                | 10 787                                         |                                                |
| 2005                                           | 2005                                           |                                                | 10 990                                         |                                                |
| 2010                                           | 2010                                           |                                                | 10 867                                         |                                                |
| 2015                                           | 2015                                           |                                                | 11 175                                         |                                                |
|                                                |                                                |                                                |                                                |                                                |